# Коала сірий

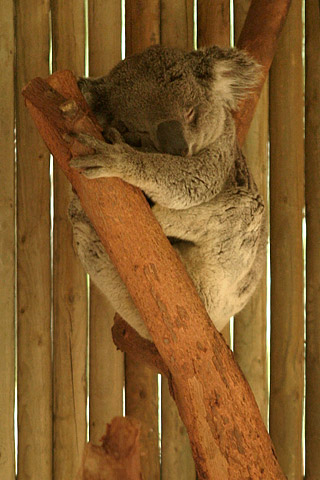
Коали в зоопарках

Коа́ла су́мчастий, коа́ла сі́рий, або су́мчастий ведмі́дь сі́рий (Phascolarctos cinereus) — вид роду коала (Phascolarctos), ссавець родини коалові, сумчаста травоїдна тварина, що мешкає в Австралії.

## Історія виду

### Походження назви
«Коала» мовою аборигенів Нового Південного Велсу означає «не пити». Вперше європейці побачили коал у Блакитних горах у 1798 році. Опис коали було надано флотським офіцером Баральє у 1802 році, який також вперше привіз коалу до Європи. У 1855 році коалу знайшли в штаті Вікторія, а у 1923 році — у Квінсленді. Тут також знайдено скам'янілі рештки гігантської коали, яка жила у плейстоцені.

## Зовнішній вигляд
Коала— невелика тварина зі збитим тілом: довжина тіла становить 60—82 см; маса від 5 до 16 кг. Хвіст дуже короткий, ззовні непомітний. Голова велика та широка, зі сплюснутим «обличчям». Вуха великі, з колоподібними кінчиками, покриті хутром. Очі маленькі. Ніс без волосся, чорний. На морді знаходяться мішки.

## Поширення
Коали мешкають на східному узбережжі Австралії, від Аделаїди до самого краю півострова Кейп Йорк, та в глибину континенту настільки, наскільки вистачає опадів для існування лісів. У 1908 році у Новому Південному Велсі було вбито близько 58 тис коал, у 1924 році у східних штатах — 2 млн коал, у 1927 році — у штаті Квінсленд 10 600 коал. Коали в штаті Південна Австралія були знищені протягом XX ст.. Проте в подальшому ця місцевість була заселена коалами зі штату Вікторія. У 1927 році було вжито заходів для збереження коал. В цьому ж році Н. Барнетом відкрито Коала-парк.

### Загрози популяції
У 2019 році, під час посушливого літа та лісових пожеж протягом літа, екологами, по приблизним оцінкам, констатовано загибель біля 8000 коал, що за приблизними оцінками становить 30 % всієї популяції.
В квітні 2025 року, як повідомило видання New York Post, згідно дозволу уряду штату Вікторії, у Національному парку «Будж-Бім» (Австралія) пострілами з вертольотів було вбито майже 700 особин коал. Влада штату пояснила операцію тим, що було необхідно «припинити страждання тварин через пожежі», оскільки вони були поранені, виснажені та зневоднені. В свою чергу, активісти організації Friends of the Earth Melbourne розкритикували дії влади, що призвели до вбивства такої великої кількості тварин, в тому числі й здорових коал.

## Спосіб життя та їжа

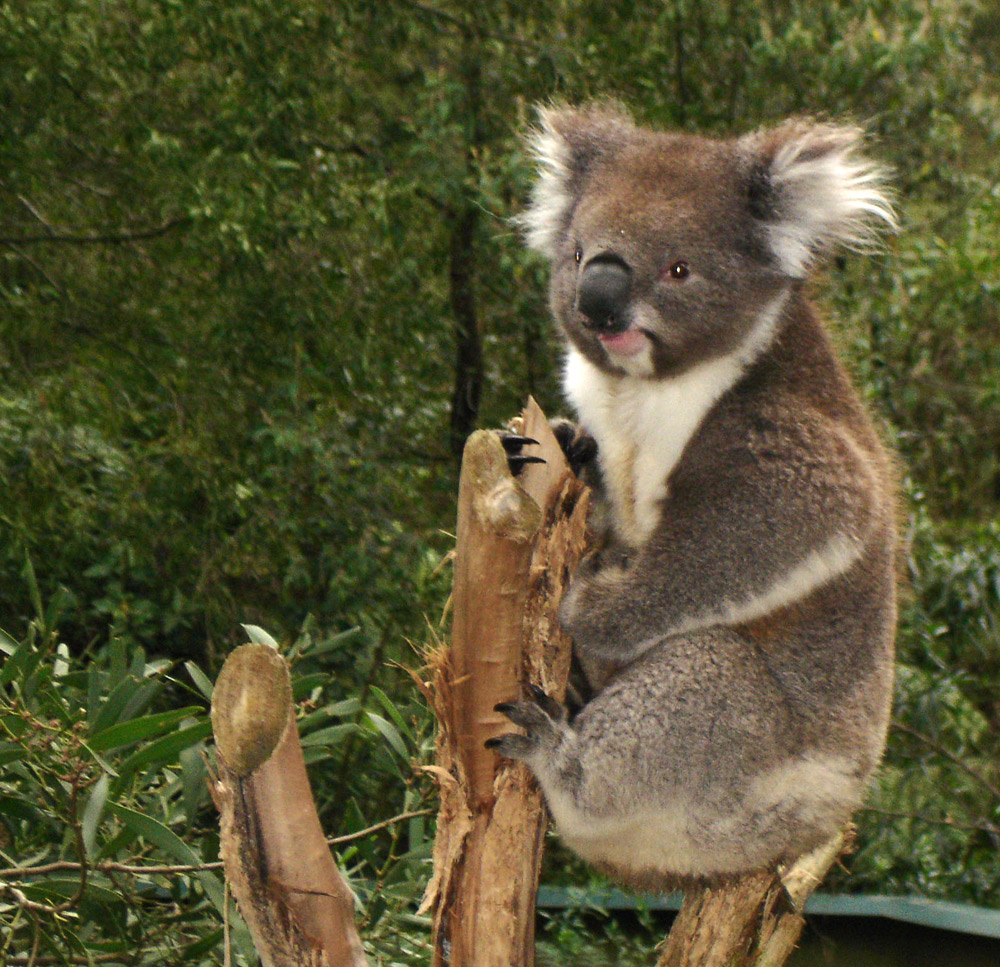
Коала перед вживанням їжі

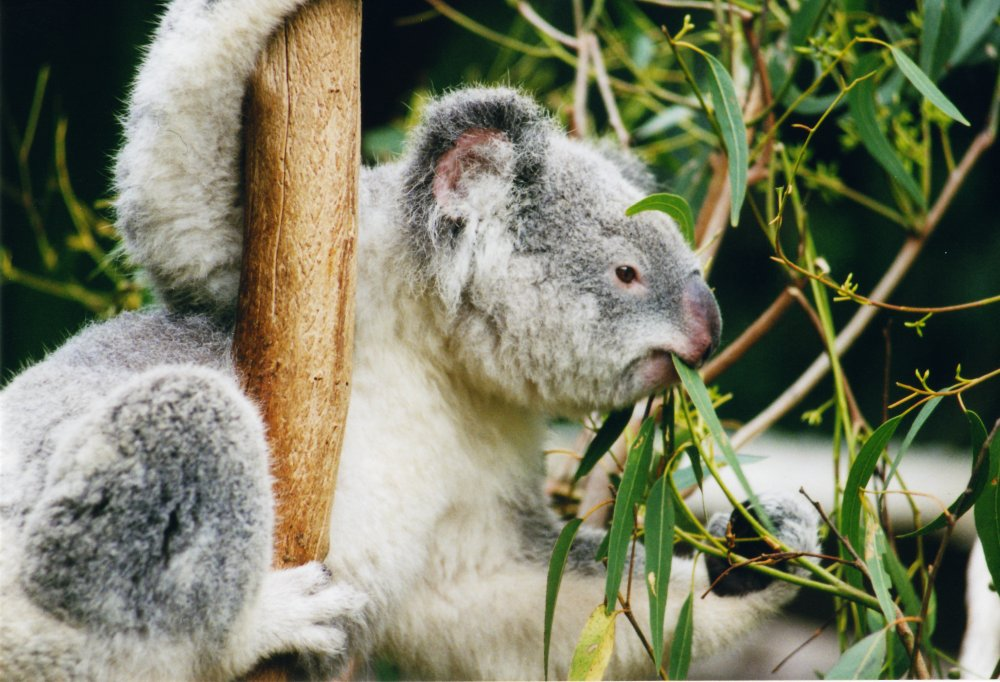
Коала під час споживання їжі

Коали живуть в евкаліптових лісах, проводячи майже все своє життя на деревах. Вживають свіжі молоді пагони. Листя коали ретельно подрібнюють зубами та накопичують цю масу за щоками. Коали вживають тільки деякі види евкаліптів — за різними оцінками — від 12 до 18 видів. Так, у Новому Південному Велсі коала вживає листя блакитного та сірого евкаліптів, у штаті Вікторія — евкаліпт «манна». За день коала вживає до 1,1 кг цього листя. Коали п'ють воду, злизуючи її зі стовбура дерева під час дощу. Вони також можуть пити воду з водойм; припускають, що вони стали робити це частіше через зміни клімату. Вдень коала спить (тривалість сну сягає 20–21 годин на добу). Вночі коали лазять по гілках та шукають собі їжу. Навіть якщо коала не спить, тварина годинами сидить нерухомо на одному місці. На землю коали спускаються тільки для того, щоб перелізти на інше дерево. Коали зістрибують з дерева на землю дуже жваво та вміло. Якщо їм загрожує небезпека, вони дуже швидко тікають до найближчого дерева та швидко на нього залазять. Коали вміють плавати.

## Соціальна структура та розмноження
Самки коали живуть самотньо та майже не виходять за межі своєї території. На волі ділянки коал часто перекривають одна одну. Самці коал не територіальні, проте вони ще менше соціальні — при зустрічі вони часто нападають один на одного. Особливо часто це трапляється в період шлюбних ігор.
Статевозріливими коали стають у віці 4 років. Міжстатеві відносини: пари утворюються лише на період спарювання. Утворюються гареми з 5 самок. Період статевої активності: грудень-березень. Вагітність триває 30–35 днів. Малят у потомстві зазвичай одне, дуже рідко двоє. Стан малят після народження — сліпі та без хутра. Їхні розміри: зріст — 15–18 мм, вага — 5,5 г. До 6 місяців живляться молоком, до 7 місяців живуть у сумці, після цього перебираються на спину матері, де живуть до 1 року. Після цього залишають матір. Живуть коали в середньому 12–13 років, інколи 18–20 років.

## Генетика
2 липня 2018 року було повідомлено про повне розшифрування геному коали сірого.